# 大倉浩治
大倉 浩治（おおくら こうじ）は日本の実業家。三菱造船代表取締役社長。三菱重工船舶海洋代表取締役社長、三菱航空機取締役、三菱鉱石輸送取締役等も務めた。

## 人物・経歴
鹿児島県鹿児島市出身。鹿児島県立鹿児島中央高等学校を経て、1980年に一橋大学商学部を卒業し、三菱重工業に入社。化学プラント部門を歩み、海外での大型プロジェクト・ファイナンス等を担当した。三菱重工業経理部次長、経理部長、航空宇宙事業本部長代理等を務めた。
その後、三菱重工業執行役員インダストリー＆社会基盤ドメイン船舶・海洋事業部長兼プロジェクト室長に就任し、商船事業等を統括。意思決定迅速化のため造船事業を行う三菱重工船舶海洋の代表取締役社長も兼務した。三菱航空機取締役、三菱鉱石輸送取締役、日本船舶輸出組合理事等も兼務。
2018年に三菱重工業の造船事業を分社化して設立された三菱造船の初代代表取締役社長に就任。三菱重工業執行役員兼務。今治造船などとの協業を進め、造船事業の立て直しにあたる。また、就任前に開いた会見では、新会社売却等の再編の予定はないとした。